# Gardener of Eden
Pour les articles homonymes, voir Gardener.
Pour plus de détails, voir Fiche technique et Distribution.
Gardener of Eden est un film américain réalisé par Kevin Connolly, sorti en 2007.

## Fiche technique
- Titre : Gardener of Eden
- Réalisation : Kevin Connolly
- Scénario : Adam 'Tex' Davis
- Photographie : Lisa Rinzler
- Musique : Paul Haslinger
- Pays d'origine :  États-Unis
- Genre : comédie dramatique
- Date de sortie : 2007

## Distribution
- Lukas Haas : Adam Harris
- Erika Christensen : Mona Huxley
- Giovanni Ribisi : Vic
- David Patrick Kelly : Pa Harris
- Ann Dowd : Ma Harris
- Jon Abrahams : Don
- Jim Parsons : Spim
- Jerry Ferrara : George
- Andrew Fiscella : Bob
- Tyler Johnson : Chuck
- Vincent Laresca : Pavon
- Emily Wickersham : Kate